# Resolució 2095 del Consell de Seguretat de les Nacions Unides
La Resolució 2095 del Consell de Seguretat de les Nacions Unides fou adoptada per unanimitat el 14 de març de 2013. El Consell va ampliar el mandat de la Missió de Suport de les Nacions Unides a Líbia (UNSMIL) per un any, que havia d'orientar la transició cap un sistema democràtic i ajudar a convocar eleccions i redactar una nova constitució.
L'embargament d'armes plantejat contra Líbia per la Resolució 1970 es va relaxar, en el sentit que el Comitè de Sancions ja no necessitava ser informat sobre el subministrament d'equips militars, excepte armes pel govern, per l'ajuda humanitària o per a la protecció.
També es va ampliar la congelació dels saldos bancaris, així com el grup d'experts que ajudaven al Comitè de Sancions a analitzar informació dels països i investigar les violacions.